# Tectaria chimborazensis
Tectaria chimborazensis är en ormbunkeart som först beskrevs av Carl Frederik Albert Christensen, och fick sitt nu gällande namn av Carl Frederik Albert Christensen. Tectaria chimborazensis ingår i släktet Tectaria och familjen Tectariaceae. Inga underarter finns listade.